# RNF34
RNF34 (англ. Ring finger protein 34) – білок, який кодується однойменним геном, розташованим у людей на короткому плечі 12-ї хромосоми. Довжина поліпептидного ланцюга білка становить 372 амінокислот, а молекулярна маса — 41 641.
| 10         |  | 20         |  | 30         |  | 40         |  | 50         |
| ---------- |  | ---------- |  | ---------- |  | ---------- |  | ---------- |
| MKAGATSMWA |  | SCCGLLNEVM |  | GTGAVRGQQS |  | AFAGATGPFR |  | FTPNPEFSTY |
| PPAATEGPNI |  | VCKACGLSFS |  | VFRKKHVCCD |  | CKKDFCSVCS |  | VLQENLRRCS |
| TCHLLQETAF |  | QRPQLMRLKV |  | KDLRQYLILR |  | NIPIDTCREK |  | EDLVDLVLCH |
| HGLGSEDDMD |  | TSSLNSSRSQ |  | TSSFFTRSFF |  | SNYTAPSATM |  | SSFQGELMDG |
| DQTSRSGVPA |  | QVQSEITSAN |  | TEDDDDDDDE |  | DDDDEEENAE |  | DRNPGLSKER |
| VRASLSDLSS |  | LDDVEGMSVR |  | QLKEILARNF |  | VNYSGCCEKW |  | ELVEKVNRLY |
| KENEENQKSY |  | GERLQLQDEE |  | DDSLCRICMD |  | AVIDCVLLEC |  | GHMVTCTKCG |
| KRMSECPICR |  | QYVVRAVHVF |  | KS         |  |            |  |            |

A: Аланін

C: Цистеїн

D: Аспарагінова кислота

E: Глутамінова кислота

F: Фенілаланін

G: Гліцин

H: Гістидин

I: Ізолейцин

K: Лізин

L: Лейцин

M: Метіонін

N: Аспарагін

P: Пролін

Q: Глутамін

R: Аргінін

S: Серин

T: Треонін

V: Валін

W: Триптофан

Кодований геном білок за функціями належить до трансфераз, фосфопротеїнів. 
Задіяний у таких біологічних процесах, як апоптоз, убіквітинування білків, альтернативний сплайсинг. 
Білок має сайт для зв'язування з іонами металів, іоном цинку. 
Локалізований у клітинній мембрані, цитоплазмі, ядрі, мембрані.